# Plaza Carlos

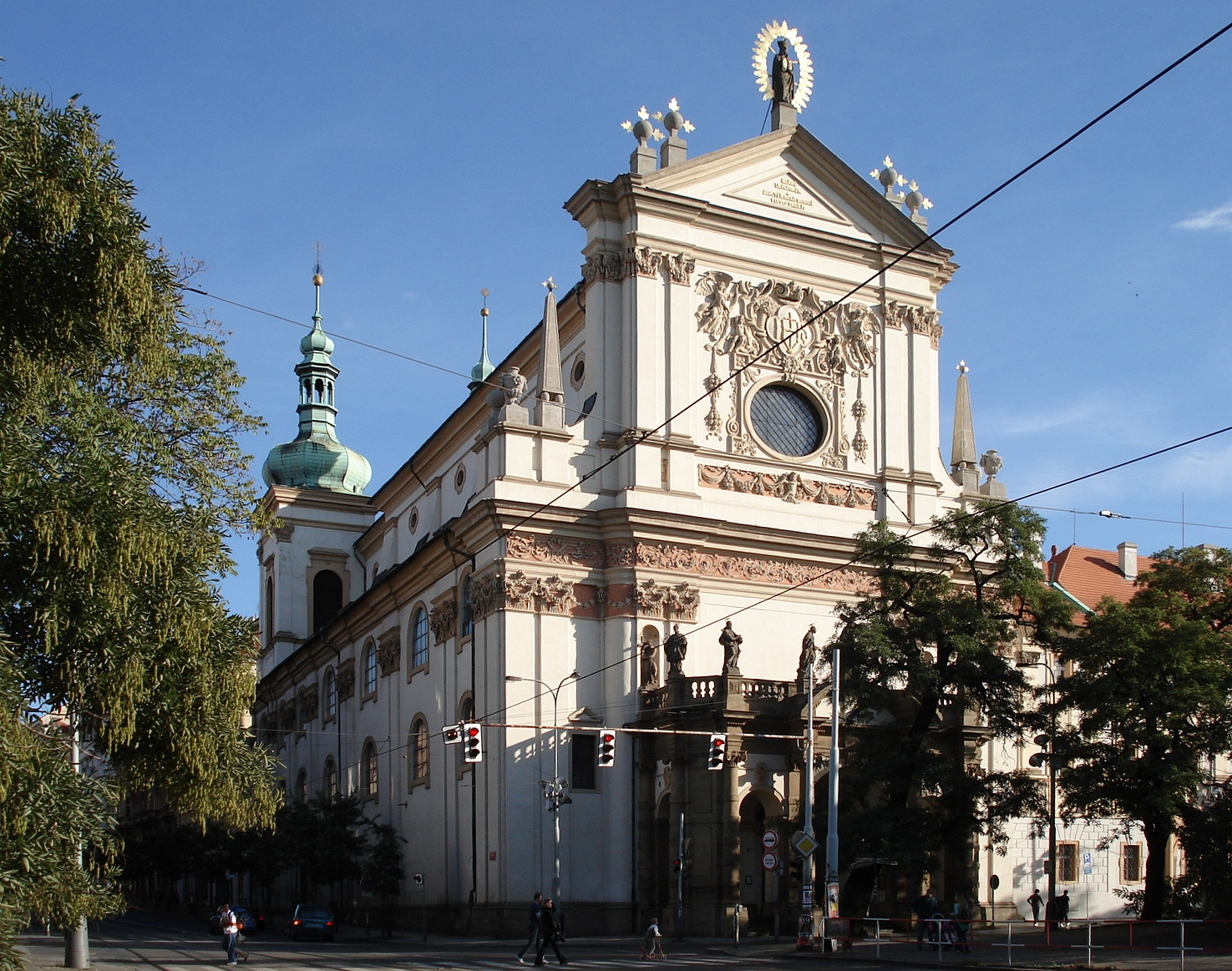
La iglesia de San Ignacio.

La Plaza Carlos (en checo: Karlovo náměstí) es una plaza situada en la Ciudad Nueva de Praga, República Checa. Con unos 70 000 m² es una de las plazas más grandes del mundo y fue la plaza más grande de la Europa medieval. Fundada en 1348 por Carlos IV para ser la plaza principal de la Ciudad Nueva, se llamó Dobytčí trh ("Mercado de Ganado") desde el siglo XV hasta 1848, cuando, por iniciativa de Karel Havlíček Borovský, se renombró en honor a su fundador. En la década de 1860, la parte central de la plaza se transformó en un parque.
La plaza es uno de los nodos más importantes del transporte de la ciudad debido a la estación del metro Karlovo náměstí y a las numerosas líneas de tranvía y calles que la cruzan en todas direcciones.

## Historia

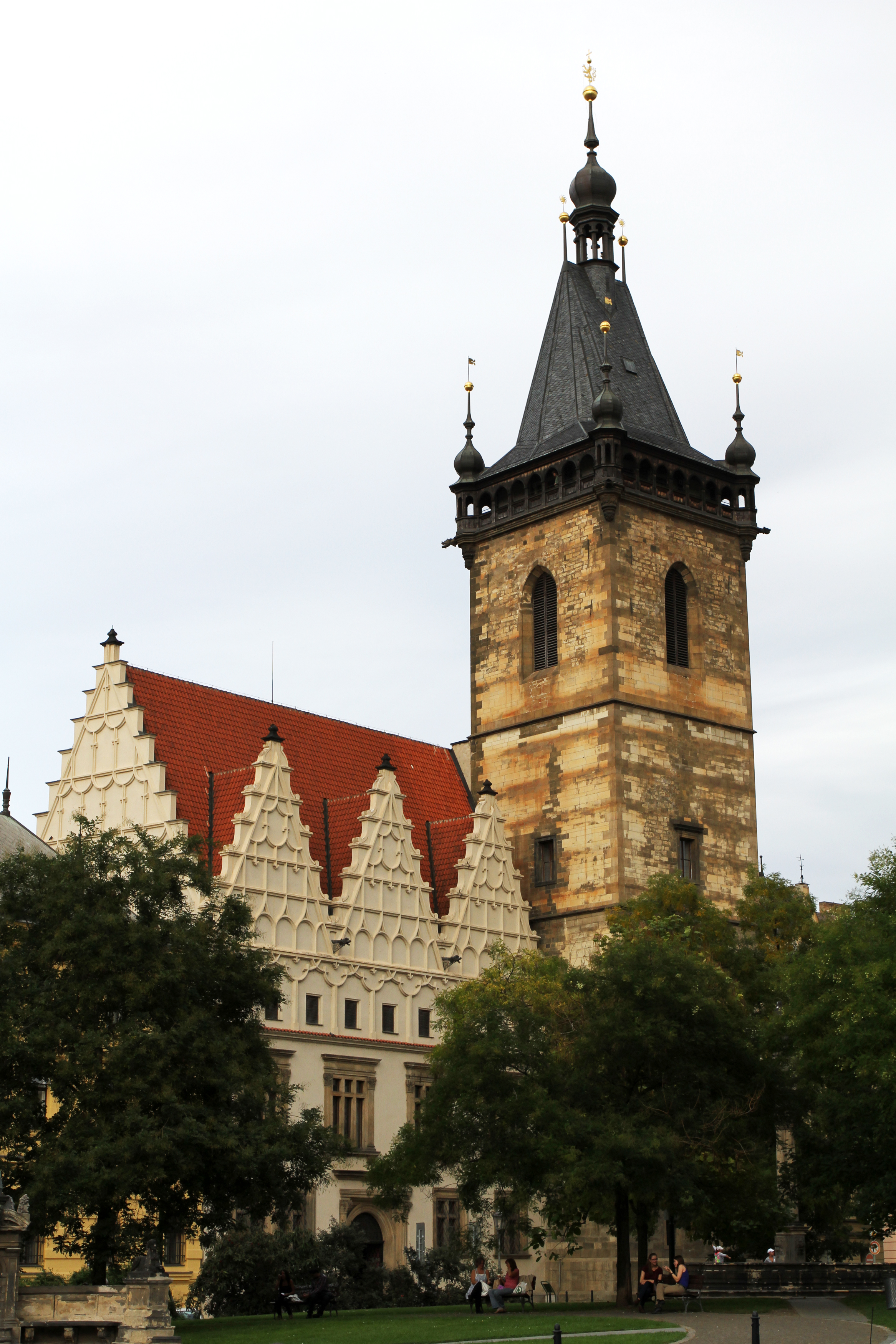
El Ayuntamiento de la Ciudad Nueva.

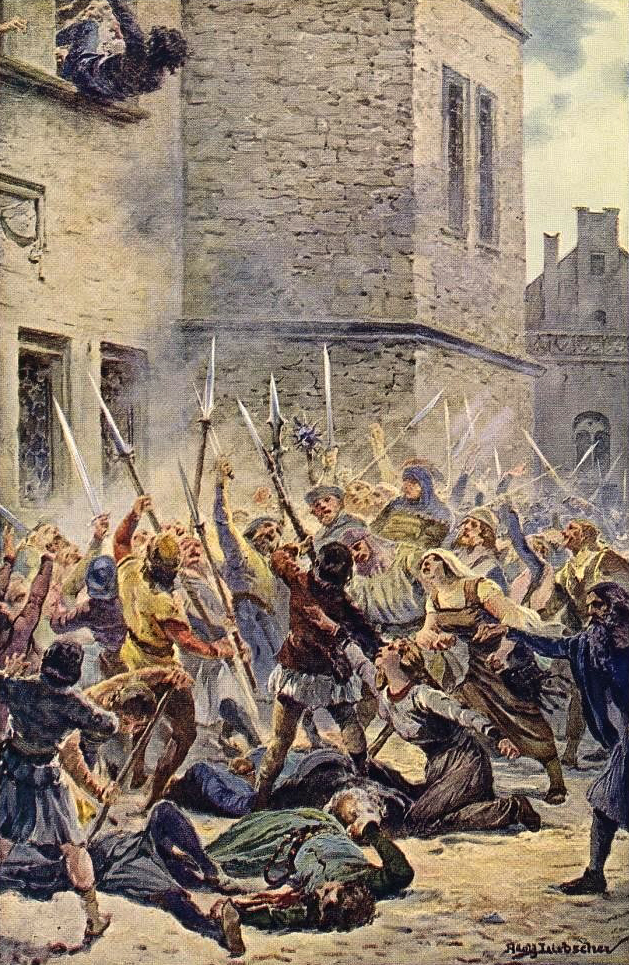
La primera Defenestración de Praga, cuadro de Adolf Liebscher.

La Plaza Carlos está situada en la Ciudad Nueva de Praga, fundada en 1348 por el emperador Carlos IV. Junto con la Plaza de Venceslao ("Mercado de Caballos") y Senovážné náměstí ("Mercado de Heno"), era una de las tres plazas principales de la nueva "ciudad." Estas plazas estaban conectadas por una calle (actuales calles Vodičkova y Jindřišská). La Plaza Carlos era la plaza más importante de la Ciudad Nueva de Praga y quizá de todo Praga, por esta razón se construyó aquí el Ayuntamiento de la Ciudad Nueva. Pese a estas intenciones, posteriormente la Plaza de Venceslao se convirtió en la plaza más importante de la ciudad.
A finales del siglo XIV, se construyó en el centro de la plaza la Capilla del Corpus Christi. Fue cerrada en 1784 y demolida pocos años después. Esta capilla fue un lugar de peregrinaje muy importante a finales del siglo XIV y principios del siglo XV, debido a que aquí se exponían las reliquias sagradas y las joyas de la corona del Sacro Imperio Romano Germánico.
El 30 de julio de 1419 estallaron en la plaza las Guerras husitas, cuando los husitas, dirigidos por el sacerdote Jan Želivský, arrojaron a algunos concejales católicos por las ventanas del Nuevo Ayuntamiento. Este suceso se ha denominado "la Primera Defenestración de Praga."
En el siglo XVII los jesuitas empezaron a construir su residencia en la Ciudad Nueva en la Plaza Carlos. También fundaron una nueva iglesia dedicada a su patrón y fundador de la orden, san Ignacio de Loyola. Esta iglesia fue diseñada por Carlo Lurago en estilo barroco y se construyó entre 1655 y 1677.
En el lado sur de la plaza hay una puerta a la iglesia de san Juan Nepomuceno, construida en estilo barroco en la década de 1730 por Kilian Ignac Dientzenhofer.

## Edificios importantes
- Nuevo Ayuntamiento
- Iglesia de san Ignacio de Loyola
- Antigua escuela jesuita
- Iglesia de San Juan Nepomuceno
- Edificio neorrenacentista de la Universidad Técnica Checa